# Rivière Madeleine Nord
Pour les articles homonymes, voir Madeleine et Rivière Madeleine.
La Rivière Madeleine Nord est un affluent de la rive nord-ouest de la rivière Madeleine laquelle coule vers le nord-est jusqu'au littoral sud de l'estuaire du Saint-Laurent où elle se déverse au village de Sainte-Madeleine-de-la-Rivière-Madeleine.
La rivière Madeleine Nord coule dans le canton de Boisbuisson, puis le canton de Deslandes, dans le territoire non organisé du Mont-Albert, dans la municipalité régionale de comté de La Haute-Gaspésie, dans la région administrative de la Gaspésie–Îles-de-la-Madeleine, au Québec, au Canada.

## Géographie
La rivière Madeleine Nord prend sa source de ruisseaux de montagnes situés dans une petite vallée encaissée entre le versant sud du Petit Mont Auclair et le versant est du Mont Auclair, dans le Parc national de la Gaspésie, dans les Monts Chic-Chocs qui font partie des Monts Notre-Dame.
Cette source est située à 25,3 km au sud du littoral sud de l'estuaire maritime du Saint-Laurent. À partir sa source, la rivière Madeleine Nord coule sur 25,3 km répartis selon les segments suivants :
- 5,4 km vers le sud-est dans le canton de Boisbuisson, jusqu'à une route forestière ;
- 1,4 km vers l'est, jusqu'à confluence d'un ruisseau (venant du nord) ;
- 0,9 km vers le sud-est, en recueillant les eaux d'un ruisseau (venant du nord-est), jusqu'à la confluence du ruisseau à Galène (venant de l'ouest) ;
- 5,4 km vers le sud-est, jusqu'à un pont routier ;
- 4,6 km vers le sud, jusqu'à la limite du canton de Deslandes ;
- 0,3 km vers le sud, jusqu'à la confluence du ruisseau du Vieillard ;
- 1,6 km vers le sud, jusqu'à la confluence du ruisseau Auclair ;
- 5,7 km vers le sud-est, jusqu'à sa confluence[3].

La rivière Madeleine Nord se déverse sur la rive nord-ouest de la rivière Madeleine, dans le canton de Deslandes, dans le territoire non organisé du Mont-Albert. Cette confluence est située à 32,0 km au sud du littoral sud du golfe du Saint-Laurent et à 2,0 km en aval de la confluence de la rivière Madeleine Sud.

## Toponymie
Le terme Madeleine dans l'appellation de la rivière est aussi utilisé dans une douzaine d'entités géographiques de ce secteur de la péninsule gaspésienne.
Le toponyme rivière Madeleine Nord a été officialisé le 5 décembre 1968 à la Commission de toponymie du Québec.